# Godofredo de Bulhão
Godofredo de Bulhão ou Godofredo de Bolhões (em francês: Godefroy de Bouillon; Bolonha do Mar, por volta de 1058 – Jerusalém, 18 de julho de 1100), foi um nobre e militar franco, duque da Baixa Lorena (1087-1100), senhor de Bulhão (1076-1096), um dos líderes da Primeira Cruzada e o primeiro soberano do Reino Latino de Jerusalém, apesar de recusar o título de rei.

## Primeiros anos
Godofredo de Bulhão nasceu em c.1060, mais provavelmente em 1058 no condado de Bolonha, parte do Sacro Império Romano-Germânico, em Bolonha do Mar (atualmente na França) ou em Baisy (cidade da atual província do Brabante Valão na Bélgica).
Descendente de Carlos Magno, era filho do conde Eustácio II de Bolonha com a Santa Ida da Lorena, filha de Godofredo o Barbudo, duque da Baixa Lorena e conde de Verdun. Os seus irmãos foram Eustácio III de Bolonha e Balduíno I de Jerusalém. O fato de ser o segundo filho determinou o seu  futuro, uma vez que na Idade Média o filho primogénito, neste caso o seu irmão Eustácio, geralmente herdava todos os territórios dos pais.
A sua oportunidade surgiu pelo seu tio materno Godofredo o Corcunda: foi ele quem o instruiu sobre a cavalaria no seu castelo de Bulhão; e quando foi assassinado, morrendo sem descendência, nomeou-o seu herdeiro e sucessor no Ducado da Baixa Lorena.

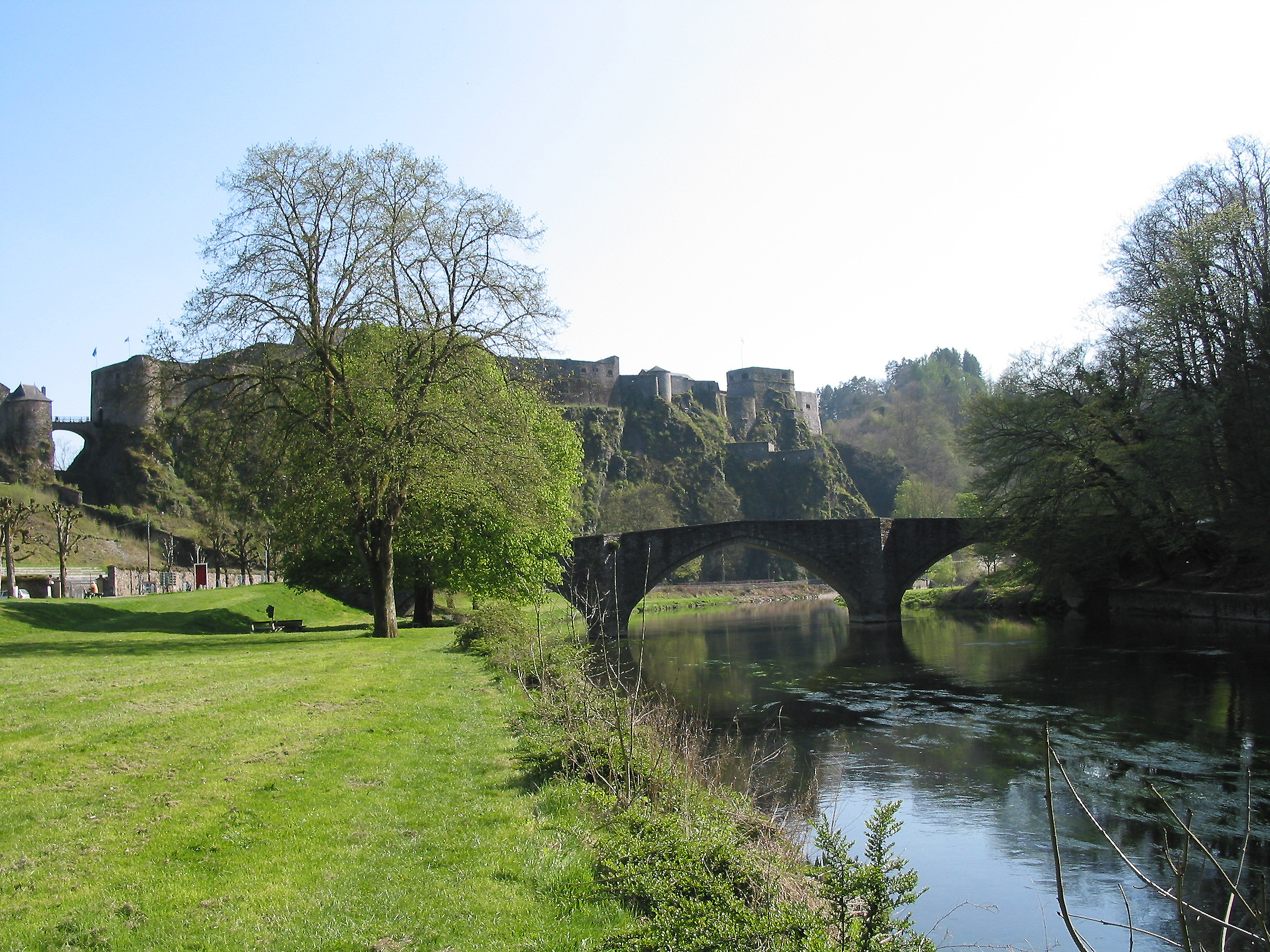
Vista do castelo de Bulhão a partir do rio Semois

Este território tinha um papel político importante na época, uma vez que ficava na fronteira do reino da França com o Sacro Império. De fato, a Baixa Lorena era tão importante que Henrique IV, rei da Germânia e futuro imperador (1084-1105), decidiu ceder esse domínio ao seu filho Conrado II da Itália em 1076, e deixar a Godofredo apenas Bulhão e a Marca de Antuérpia, como um teste às suas capacidades e lealdade.
O jovem nobre serviu Henrique IV, apoiando-o na questão das investiduras contra o papa Gregório VII, lutando ao seu lado contra as forças do seu rival Rudolfo da Suábia e em batalhas na Itália, ajudando o imperador a tomar a cidade de Roma do papa.
Ao memo tempo, Godofredo lutava para manter o controle sobre as terras que lhe restaram contra a viúva do seu tio, Matilde da Toscana, que contestava a legitimidade desta herança. Houve também outras tentativas de lhe tomarem parte das suas terras, e nesses conflitos foi auxiliado pelos seus dois irmãos.
Após um longo período de lutas, e depois de provar ser um súbdito leal de Henrique IV, este finalmente atribuiu-lhe o Ducado da Baixa Lorena em 1087. Mas manteve-se um nobre menor, e a mais forte influência que deixaria na Europa seria criada posteriormente, nas cruzadas.

## Cruzada dos Nobres

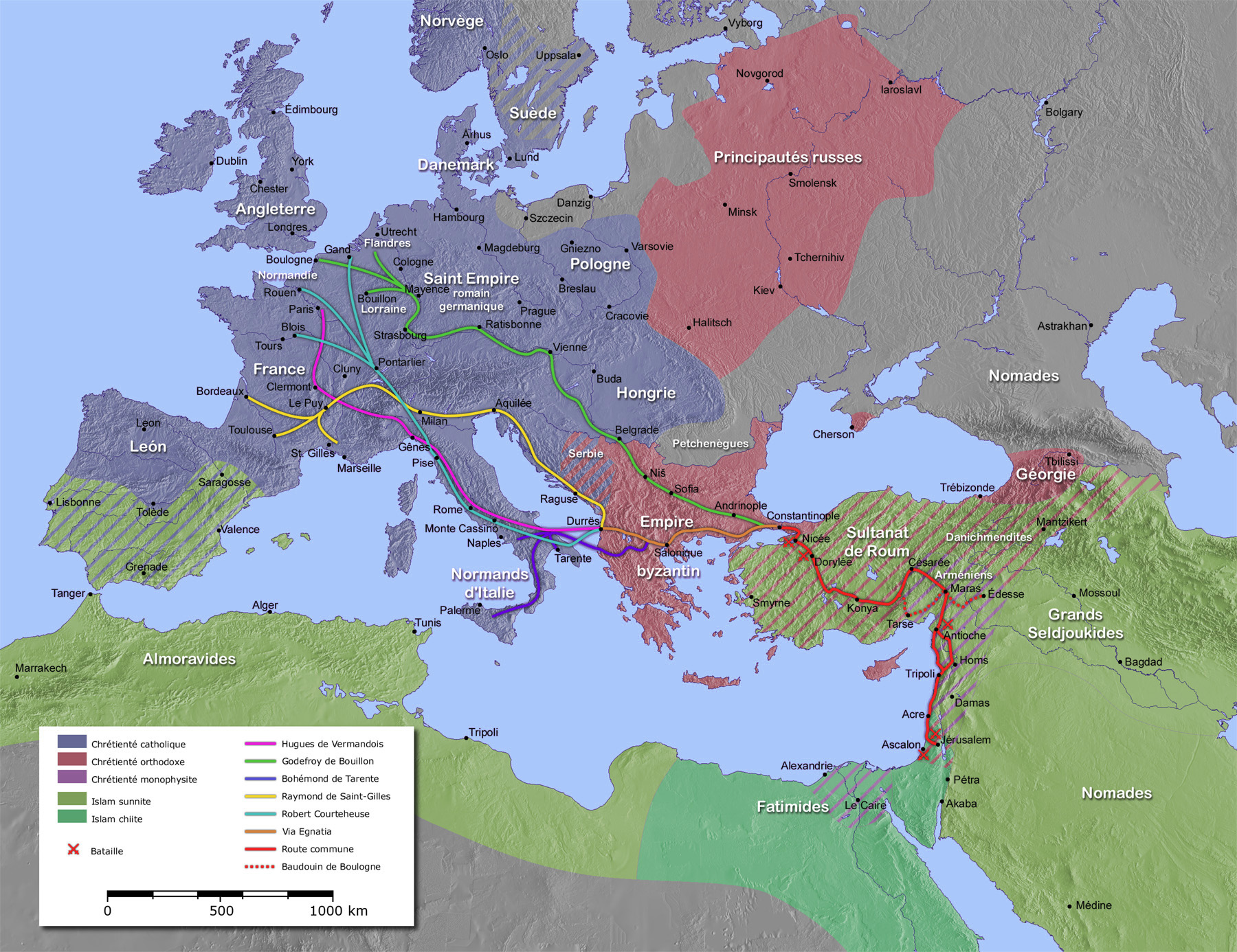
Rotas dos líderes da Primeira Cruzada. Godofredo de Bulhão seguiu no trajecto marcado a verde e, a partir de Constantinopla, a vermelho

### Na Europa
Em 1095, e em resposta a um apelo do Império Bizantino, o novo papa, Urbano II, proclamou uma guerra santa contra as forças islâmicas que estavam na posse de Jerusalém e dos outros lugares santos da Palestina. A ideia das cruzadas ganhou ímpeto por toda a Europa, em parte devido ao zelo religioso, uma vez que papa prometia indulgência plenária (algo que não é perdão dos pecados e não pode ser nunca confundido com isso, a indulgência plenária é apenas a anulação das penas que levariam a alma ao purgatório, sendo a indulgência plenária apenas uma substituta às penitências)
Os filhos não primogénitos de nobres, como Godofredo, viram a oportunidade de estabelecer um domínio seu no exterior, em terras que se podiam conquistar aos muçulmanos. Este foi o segundo movimento da Primeira Cruzada, ou a Cruzada dos Nobres, tendo ocorrido anteriormente a fracassada Cruzada Popular(que não foi convocada pelo papa) que por onde passara na Europa causara muita destruição e fora aniquilada na Ásia Menor.
Godofredo tinha adoecido pouco depois da expedição contra Gregório VII, pelo que é provável que a sua participação nas cruzadas fosse também uma forma de penitência.
Assim, vendeu Bulhão ao príncipe-bispo Otberto de Liège e Stenay ao príncipe-bispo de Verdun, e tomou empréstimos sobre a maioria das suas terras. Com este dinheiro juntou um exército de cavaleiros para o acompanharem à Terra Santa. Também os seus irmãos, o agora conde Eustácio III de Bolonha, o mais velho, e Balduíno, o mais novo, que não possuía terras de importância na Europa.
Muitos outros nobres, de maior ou menor importância, juntaram o seu próprio exército. Raimundo de Saint-Gilles tinha o maior número de seguidores. Aos 55 anos de idade era o mais velho e talvez o mais célebre cruzado, e por causa disto tencionava ser o líder de toda a expedição. Ademar de Monteil, o legado papal e bispo de Le Puy, viajava com este conde de Toulouse.

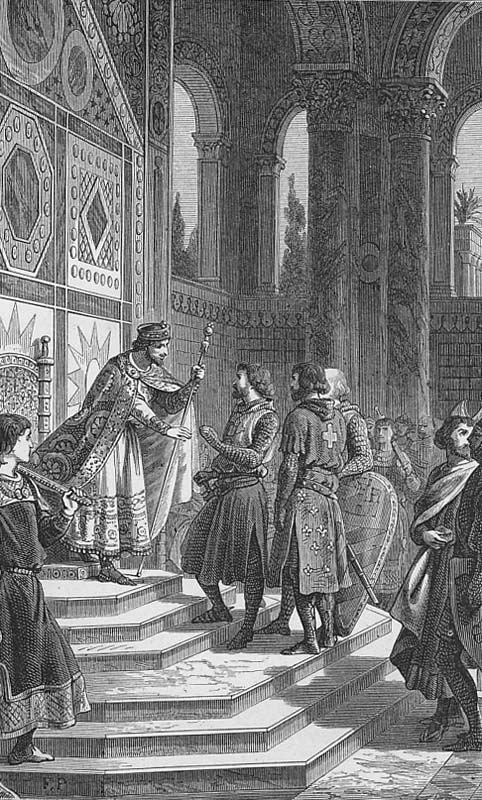
Godofredo de Bulhão e outros barões no palácio imperial de Aleixo I Comneno

Outros dos mais importantes participantes desta cruzada, que não incluiu nenhum rei, foram o conde Roberto II da Flandres, Hugo de Vermandois, filho do rei Henrique I da França, e Boemundo de Taranto, um cavaleiro normando que já enfrentara os bizantinos devido à política externa do seu principado. Cada um destes exércitos viajou em separado, uns atravessando a Europa de Leste e outros navegando pelo mar Adriático a partir do sul da Itália.
Os irmãos bolonheses iniciaram a longa viagem para Jerusalém em 15 de agosto de 1096, à frente de provavelmente 40 000 homens da Lorena, pela "Estrada de Carlos Magno" como, segundo o cronista Roberto o Monge, Urbano II terá chamado a este trajecto (que passava por Ratisbona, Viena, Belgrado e Sófia). Ao passarem pela Hungria, depois dos distúrbios causado pela Cruzada Popular e de agora algumas pilhagens dos francos, o rei Colomano exigiu um refém para garantir a conduta correcta dos cruzados. Por isso o jovem Balduíno ficou em poder dos húngaros até os seus companheiros saírem deste território.
Depois de entrar nos domínios do Império  Bizantino, houve algumas escaramuças com os gregos, que também tinham sido vítimas da Cruzada Popular(que não foi convocada pelo papa nem teve apoio da Igreja). Os bolonheses foram o segundo exército a chegar a Constantinopla, em Novembro, depois de Hugo de Vermandois, e mais uma vez não conseguiram evitar que as suas forças pilhassem os territórios vizinhos. O imperador Aleixo I Comneno foi forçado a ceder um refém aos cruzados para repor a paz, e o escolhido foi o seu filho e futuro imperador João II Comneno, que foi confiado a Balduíno.
Durante vários meses foram chegando mais forças cruzadas, e subitamente os bizantinos tinham um exército de cerca de 4 000 cavaleiros e 25 000 soldados a pé acampados às portas da sua capital. Mas os cristãos ocidentais e orientais tinham objectivos diferentes: os segundos queriam ajuda para reconquistar as terras que os turcos seljúcidas lhes haviam tomado.
Para os cruzados que pretendiam conquistar a Terra Santa e estabelecer lá um domínio cristão, os problemas de Aleixo I com os seljúcidas eram uma questão menor. Mas como condição para permitir a passagem dos cruzados para o Levante através do Bósforo, o imperador bizantino exigiu deles um juramento de vassalagem. Godofredo e quase todos os outros nobres acabaram por concordar com uma versão alterada deste juramento, prometendo ajudar a devolver algumas terras a Aleixo. E na Primavera de 1097 estavam prontos para a batalha.

### No Levante

Os estados cruzados no Levante

A primeira grande vitória cristã ocorreu ainda ao lado dos soldados bizantinos, na cidade de Niceia, próxima a Constantinopla, tomada pelos seljúcidas poucos anos antes. Godofredo e os seus cavaleiros da Lorena tiveram um pequeno papel no cerco desta cidade, com Boemundo de Taranto a comandar a operação com sucesso.
Quando os cruzados estavam quase a invadir a cidade, notaram que subitamente tinha surgido uma bandeira bizantina no topo das suas muralhas. Aleixo I Comneno tinha usado os cruzados como arma de intimidamento para forçar um acordo com os turcos e agora tinha-se apoderado da cidade. Estas negociações secretas eram um sinal de o que seria a relação futura entre os cruzados e os bizantinos.
Godofredo continuou a ter uma influência menor na cruzada até à chegada a Jerusalém em 1099. Na batalha de Dorileia, quando a vanguarda cristã fôra encurralada pelos seljúcidas, auxiliou-os, juntamente com os outros príncipes, e saqueou o campo do inimigo.
Em Junho de 1098 participou da tomada de Antioquia, após um longo e sofrido cerco que viu alguns cruzados voltarem à Europa, desanimados com a aparente impossibilidade da conquista. Quando Aleixo I teve notícias da situação desesperada, pensou que os ocidentais estavam derrotados e não veio em sua ajuda conforme tinha prometido.
Também por isso, quando os cruzados finalmente tomaram a cidade, decidiram serem inválidos os juramentos feitos ao imperador. Boemundo, o primeiro a entrar na cidade, acabou por assumir o controlo destes domínios, depois de derrotar as forças muçulmanas de Querboga de Mossul.

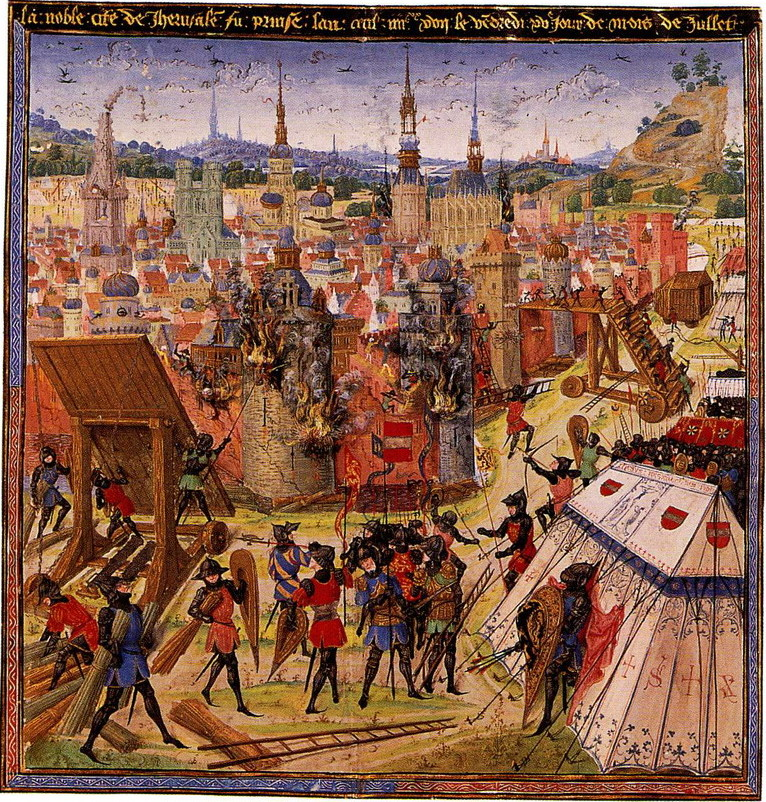
Cerco de Jerusalém em 1099

Depois desta vitória os cruzados dividiram-se sobre o seu próximo passo. O bispo Ademar de Monteil, o líder espiritual da cruzada, morrera em Antioquia. Boemundo decidiu permanecer na cidade para assegurar o seu novo principado e o irmão mais novo de Godofredo, Balduíno de Bolonha, dirigiu-se para norte, onde fundaria o Condado de Edessa.
A maioria da infantaria queria continuar para sul, até Jerusalém. Mas Raimundo IV de Toulouse, o mais influente líder no momento e rival de Boemundo pelo controlo de Antioquia, hesitou em continuar a marcha. No entanto, e após alguns meses de espera, foi forçado pelos seus seguidores a seguir para a Cidade Santa, e Godofredo apressou-se a se juntar à expedição.
Nestes territórios da Palestina, os inimigos eram agora os muçulmanos do Norte de África do Califado Fatímida de Cairo, no Egito, que tinham tomado Jerusalém em Agosto de 1098. Esta era a cidade mais ambicionada pelos cruzados, e onde Godofredo de Bulhão entraria para a história.
Os cristãos chegaram à cidade em Junho de 1099, construindo escadas de madeira para subir as muralhas. O ataque principal teve ocorreu a 14 e 15 de julho. Godofredo e alguns dos seus cavaleiros foram os primeiros a penetrar na cidade: a exacta sequência terá sido Letoldo e Gilberto de Tournai, depois Godofredo e o seu irmão Eustácio. E uma vez lá dentro, seguiu-se o massacre dos muçulmanos e  judeus da cidade. Ao fim de três anos de lutas, os cruzados atingiam o seu objectivo, conquistando a Cidade Santa e ficando na posse do Santo Sepulcro, o túmulo de Jesus Cristo.

## Reino de Jerusalém

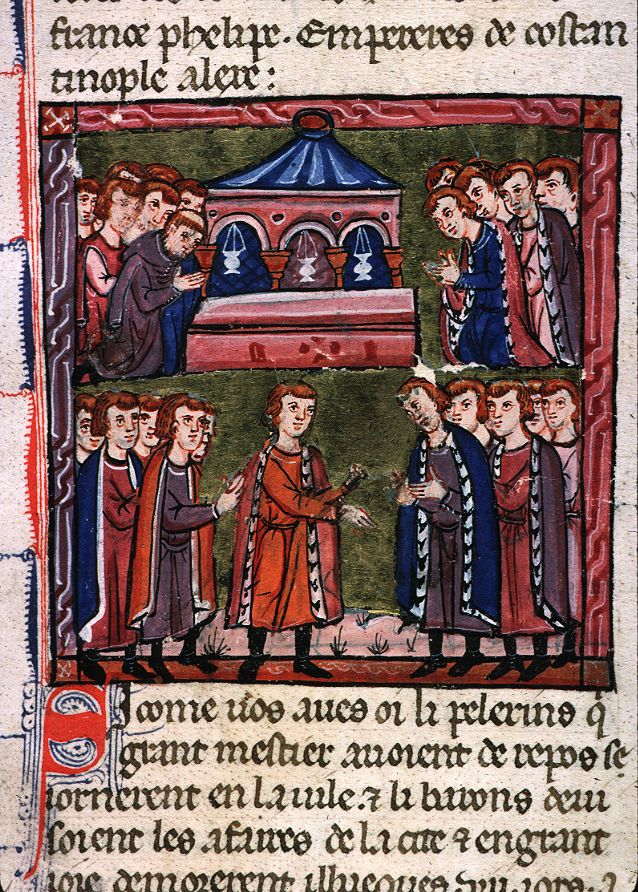
Iluminura de um manuscrito de c. 1280 com a representação da eleição de Godofredo de Bulhão como Protector do Santo Sepulcro (Histoire d'outremer, Guilherme de Tiro)

Assim que a tomada da cidade foi concluída, era necessário estabelecer um governo. A 22 de julho,  realizou-se um concílio na Igreja do Santo Sepulcro. Raimundo IV de Toulouse foi o primeiro a recusar o título de rei, talvez tentando provar a sua piedade, mas provavelmente esperando que os outros nobres insistissem na sua eleição. Godofredo, que se tornara no nobre mais popular depois das acções do conde de Toulouse no cerco de Antioquia, aceitou o cargo de líder secular, mas com um título mal definido. Raimundo terá ficado desagradado com isto e saiu com o seu exército para acabar por cercar Trípoli.
Talvez tendo em conta a controvérsia que tinha gerado a tomada de Belém por Tancredo de Altavila, Godofredo recusou-se a ser coroado rei na cidade onde Cristo usara a coroa de espinhos. A exata natureza e significado do seu título é assim discutível.
Apesar da aceitação geral de que o cruzado bolonhês tomou o título de Advocatus Sancti Sepulchri (Protector do Santo Sepulcro), este título só surge numa carta que não foi escrita por Godofredo. Na verdade, este terá usado o um pouco mais ambíguo termo princeps (príncipe), ou simplesmente mantido o seu título de dux (duque), que já possuía na Baixa Lorena. Roberto o Monge é o único dos vários cronistas da cruzada que afirma que o soberano tomou o título de rei.
Esta escolha do título é significante porque é uma forma de afirmar que considerava a Terra Santa, e Jerusalém em primeiro lugar, como propriedade de Cristo, e talvez, por extensão, da Santa Sé. Era assim um posicionamento de servidor e defensor da Igreja. Sendo nominalmente senhor do Santo Sepulcro, este mantinha-se sob a autoridade eclesiástica.
O cargo de Godofredo conferia-lhe as seguintes responsabilidades: com o auxílio dos seus vassalos, guardar Jerusalém e o túmulo de Jesus; distribuir terras aos cavaleiros; conquistar e pacificar as cidades dos arredores; fazer justiça; afirmar a economia local. Também lhe é por vezes atribuído um código de leis dos estados cruzados, chamado de Assizes de Jerusalém.

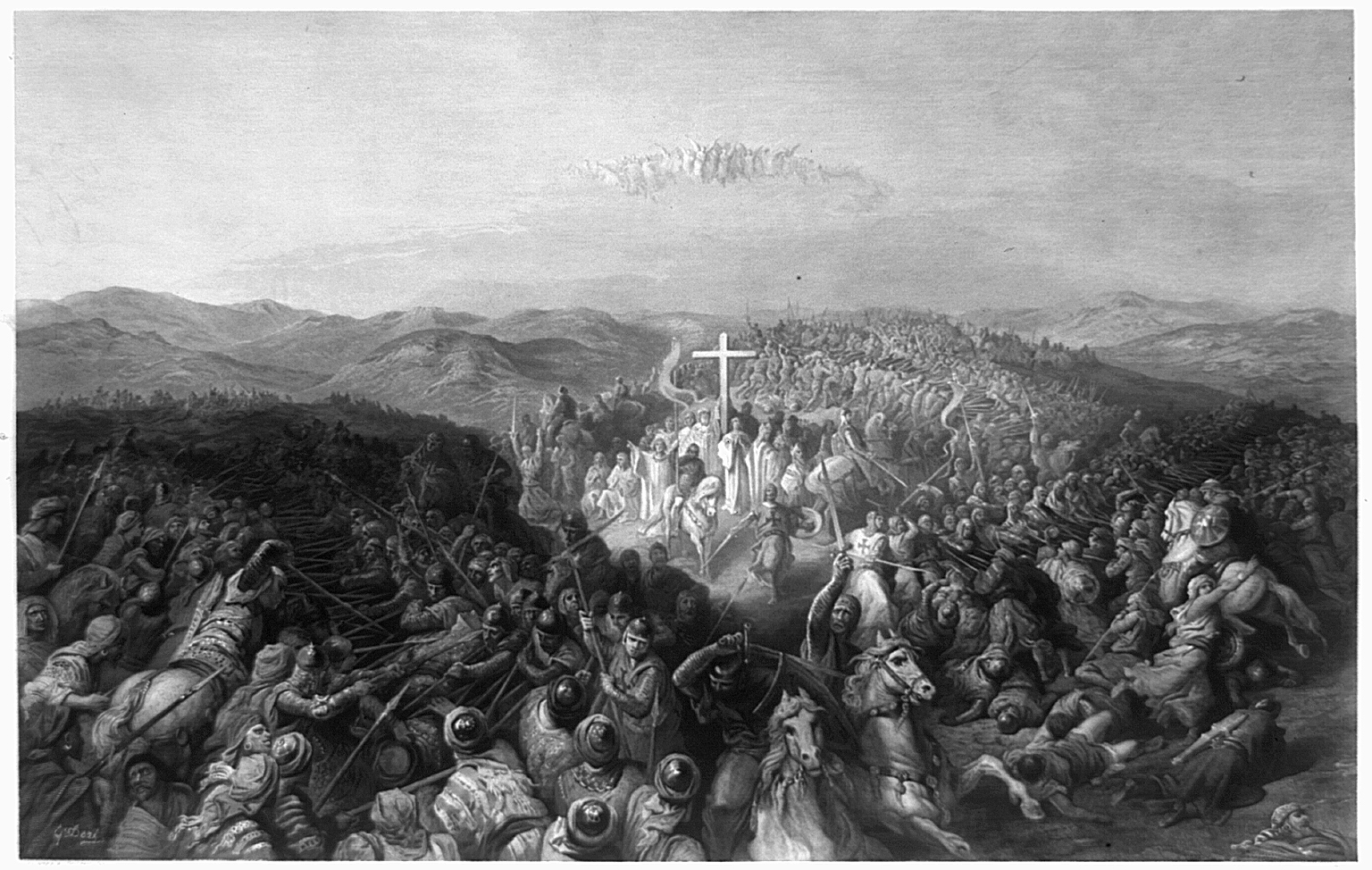
Gravura ficcional da Batalha de Ascalão por C.W. Sharpe (c.1881)

Durante a sua curta soberania sobre Jerusalém (cerca de um ano), Godofredo teve que defender o novo reino contra os fatímidas do Egito, que foram derrotados na batalha de Ascalão em Agosto, depois de os cruzados terem descoberto a relíquia da cruz em que Cristo fora crucificado. Apesar de quase conseguir conquistar Ascalão, as tentativas de Godofredo em evitar que Raimundo de Saint-Gilles tomasse o domínio dessa cidade resultaram em ela continuar em poder dos muçulmanos, destinada a se tornar num empecilho para o reino no futuro.
Em 1100 Godofredo não conseguiu expandir os seus novos territórios através de conquistas. No entanto, a impressionante vitória de 1099 e a subsequente campanha de 1100 forçaram Acre, Ascalão, Arçufe, Jafa e Cesareia Palestina a tornarem-se seus tributários.
Enfrentou também a oposição de Dagoberto de Pisa, o Patriarca Latino de Jerusalém, que se aliara a Tancredo da Galileia e pretendia estabelecer um estado teocrático. Apesar de os termos deste conflito serem difíceis de determinar com exactidão, Dagoberto deve ter pensado em tornar Jerusalém num feudo do papa, mas não há certezas quanto a esta hipótese.
Godofredo e Boemundo quereriam que Arnulfo de Chocques fosse nomeado Patriarca Latino em vez de Dagoberto, até que terão feito um acordo de que Jerusalém e Jaffa pasariam para a Igreja quando o Egito fosse conquistado, passando este país a ser o braço secular do reino, com capital no Cairo.

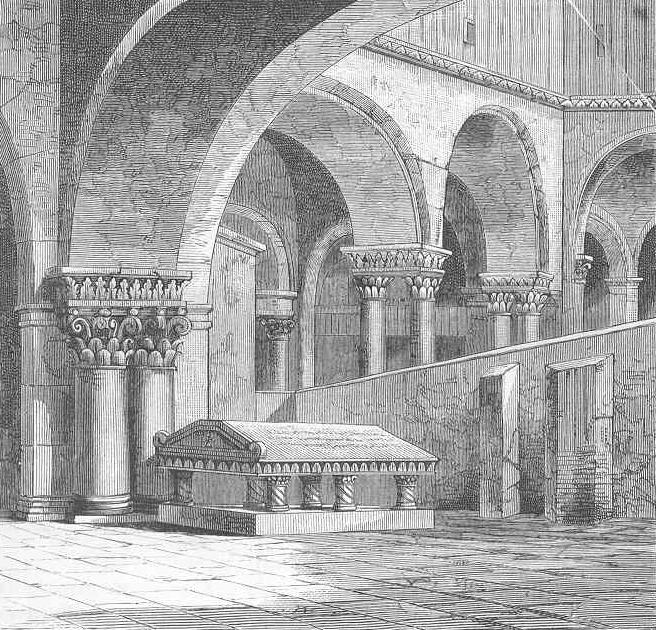
Túmulo de Godofredo de Bulhão na Igreja do Santo Sepulcro, ilustração de 1882

A principal fonte sobre este assunto é Guilherme de Tiro, cujo relato sobre estes eventos é polémico — só ele relatou que Dagoberto obrigou Godofredo a ceder Jerusalém e Jafa, enquanto que outros cronistas como Alberto de Aquisgrão e Rudolfo de Caen sugerem que tanto Dagoberto como o seu aliado Tancredo tinham feito um juramento a Godofredo, pelo qual aceitariam apenas um dos seus irmãos ou parentes como seu sucessor.
Qualquer que fosse a exacta natureza dos planos de Dagoberto, estavam destinados a fracassar. Uma vez que estava em Haifa quando o Protector do Santo Sepulcro morreu, não conseguiu fazer nada para evitar que os apoiantes da monarquia secular tomassem o poder e exigissem que Balduíno de Bolonha assumisse a liderança do reino. Assim, o patriarca foi obrigado a coroar Balduíno como o primeiro Rei Latino de Jerusalém a 25 de dezembro de 1100.
Godofredo de Bulhão morreu a 18 de julho de 1100. Segundo o cronista árabe ibne Alcalanici: «Enquanto se encontrava a cercar a cidade de Acre, Godofredo, o governante de Jerusalém, foi atingido por uma flecha, que o matou». As crónicas cristãs não mencionam este fim; Alberto de Aquisgrão e Eceardo de Aura escrevem que o Protector do Santo Sepulcro adoeceu em Cesareia em Junho de 1100. Posteriormente, pensou-se que o emir desta cidade o tinha envenenado, mas não parece haver fundamento para este rumor. Guilherme de Tiro não menciona nada disto. Também há a tradição que conta ter morrido depois de comer uma maçã envenenada. Qualquer que seja a hipótese correcta, terá morrido em Jerusalém após doença prolongada, depois de regressar de uma expedição contra o sultão de Damasco.

## História e lenda
Ao longo dos tempos, a história e a lenda de Godofredo de Bulhão tornaram-se difíceis de separar:
Segundo Guilherme de Tiro, o cronista do reino de Jerusalém do final do século XII, ele era «alto de estatura, não extremamente, mas mais alto do que a média. Tinha uma força sem comparação, com membros solidamente feitos e um peito robusto. As suas feições eram agradáveis, a sua barba e cabelo de um loiro médio». Juntava à coragem, a prudência, a moderação e a piedade mais viva.
| Godofredo de Bulhão | Tradução livre de Alberto de Aquisgrão sobre os passos de Godofredo de Bulhão na conquista de Jerusalém | Godofredo de Bulhão |
|                     | |                     |

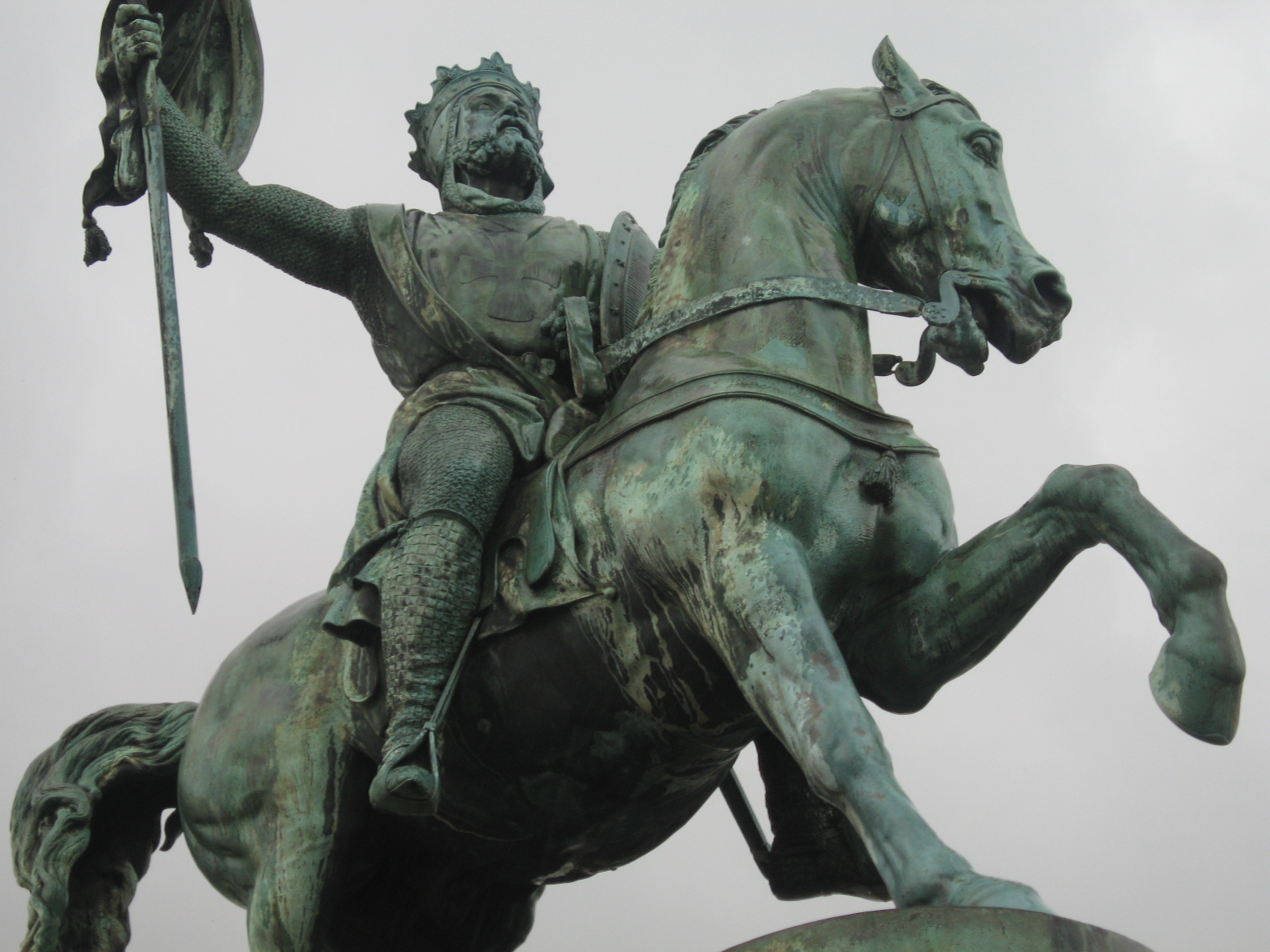
Estátua equestre de Godofredo de Bulhão em Bruxelas, Bélgica

Por ter sido o primeiro governante da Jerusalém cristã, foi idealizado em histórias posteriores. Era descrito como o líder das cruzadas, o rei de Jerusalém e o legislador que compôs os Assizes de Jerusalém (o livro de leis do reino). Por isso foi incluído entre os Nove Bravos (Les Neuf Preux em francês), exemplos máximos do ideal da cavalaria: Heitor, Alexandre o Grande, Júlio César, Josué, David, Judas Macabeu, Rei Artur, Carlos Magno e Godofredo de Bulhão.
Na verdade, Godofredo foi apenas um dos vários líderes da cruzada, de um grupo que incluía Raimundo IV de Toulouse, Boemundo de Taranto, Roberto II da Flandres e Estevão II de Blois, tal como o legado papal Ademar de Monteil, bispo de Le Puy. Balduíno de Bolonha, o seu irmão mais novo, foi o primeiro a ser coroado rei de Jerusalém, quando sucedeu ao irmão em 1100. E os assizes foram o resultado de um desenvolvimento natural, provavelmente iniciado por Balduíno I.
- O papel de Godofredo na cruzada foi também descrito por Alberto de Aquisgrão, cronista do século XII em Aix-la-Chapelle, pelo autor anónimo da Gesta Francorum (Os Feitos dos Francos), e por Raimundo de Aguilers, entre outros.
- Na literatura ficcional, foi o herói de numerosas canções de gesta francesas sobre as cruzadas: o chamado Ciclo das Cruzadas, que ligou os seus ancestrais à lenda do Cavaleiro do Cisne[3], actualmente mais conhecida como a trama da ópera Lohengrin de Richard Wagner.
- No tempo de Guilherme de Tiro, Godofredo já era um herói lendário entre os descendentes dos primeiros cruzados. Acreditava-se que tinha sido possuidor de uma imensa força física — inclusivamente que lutara e vencera contra um urso na Cilícia, e que decapitara um camelo com um golpe da sua espada.

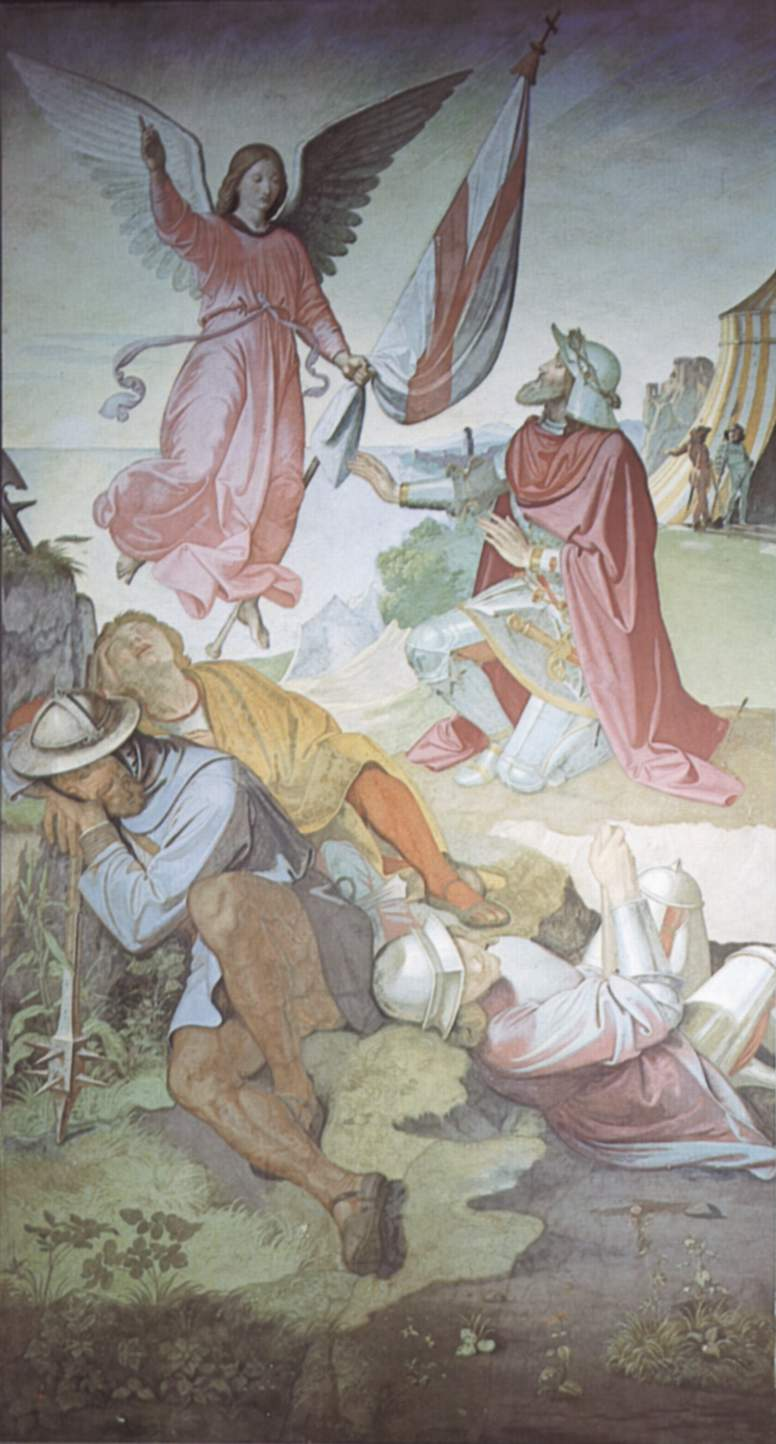
O arcanjo Gabriel encarrega Godofredo de Bulhão de libertar Jerusalém (afresco na Casa Massimo de Roma, 1817-1827)

- Torquato Tasso tornou-o no herói do seu poema épico Gerusalemme Liberata (Jerusalém Libertada).
- Em A Divina Comédia, Dante Alighieri vê o seu espírito no Céu de Marte, junto aos outros "guerreiros da fé".
- A ópera Rinaldo (1711) de Georg Friedrich Händel, apresenta-o como Goffredo.
- Em 24 de agosto de 1848, foi erigida uma estátua equestre deste cruzado no centro da Praça Real de Bruxelas, na Bélgica, da autoria de Eugène Simonis.
- Godofredo é uma figura-chave das teorias dos livros O Sangue de Cristo e o Santo GraalPE ou O Sangue Santo e o Santo GraalPB e O Código Da Vinci
- É também personagem central do livro The Iron Lance de Stephen Lawhead.